# Escuela Técnica Superior de Arquitectura de San Sebastián
La Escuela Técnica Superior de Arquitectura de San Sebastián (ETSASS), situada en el campus de Guipúzcoa es un centro perteneciente a la Universidad del País Vasco. Se creó en 1977, estando el primer año subordinada a la Escuela de Arquitectura de Barcelona. A partir de 1982 se incorporó a la estructura de la Universidad del País Vasco.

## Construcción
Los arquitectos Miguel Garay y Santos Barea proyectaron el edificio en 1992, pudiendo ser clasificado dentro del movimiento Tendenza de la arquitectura postmoderna. El centro está compuesto por cinco plantas, incluido el sótano. Aparte de las aulas, existe un paraninfo con el nombre del arquitecto vasco Luis Peña Ganchegui, un centro de cálculo con 85 ordenadores, salas de construcción de maquetas, etc. En el cuarto piso se situaba la Biblioteca de la Escuela, que fue trasladada al construirse la biblioteca central en el campus de Guipúzcoa.

## Titulación
En la actualidad, en la Escuela Técnica Superior de Arquitectura de San Sebastián se obtiene el título de Arquitecto en la especialidad de edificación. Las asignaturas que se imparten entre otras son: Proyectos arquitectónicos, Construcción, Urbanismo, Estructuras, Instalaciones, Arte, Dibujo, Geometría descriptiva, Matemáticas aplicadas y Física aplicada.

### Plan de Estudio
A partir del año 2003 se implantó el Plan Nuevo, con lo que la carrera se divide en cinco cursos. Aparte del proyecto de fin de carrera, existen tres tipos de asignaturas en la escuela: Troncales (impartidas en todas las escuelas de arquitectura de España), obligatorias, optativas y de libre elección.

### Asignaturas
Curso 1º
- Introducción a la Arquitectura
- Dibujo Arquitectónico I y II
- Geometría I y II
- Conceptos del medio Físico
- Fundamentos Matemáticos: Álgebra y Geometría aplicados
- Proyectos Arquitectónicos I y II
- Análisis Constructivo I y II
- Historia de la Arquitectura

Curso 2º
- Análisis Constructivo III y IV
- Composición I
- Teoría e Historia del Arte y la Arquitectura
- Urbanismo I y II
- Proyectos III y IV
- Dibujo Arquitectónico III y IV
- Estabilidad e Isostaticidad
- Fundamentos Matemáticos II: Cálculo Aplicado

Curso 3º
- Construcción I y II
- Teoría e Historia del Arte y la Arquitectura II y III
- Construcción I y II
- Estructuras I y II
- Proyectos V y VI
- Urbanismo III y IV
- Empresa I y II
- Servicios I y II

Curso 4º
- Acondicionamiento Ambiental I y II
- Composición II y III
- Construcción III y IV
- Proyectos VII y VIII
- Urbanismo V y VI
- Estructuras III y IV
- Proceso Constructivo I y II

Curso 5º
- Trabajo Fin de Grado
- Acondicionamiento Urbano
- Proyectos IX
- Servicios Urbanos
- Urbanismo VII y VIII
- Análisis Previo en Patrimonio. Conservación Patrimonial: Metodología de Trabajo (optativa)
- Arquitectura del Paisaje (optativa)
- Arquitectura Paramétrica y Fabricación Digital (optativa)
- Comunicación en Euskara: Arquitectura (optativa)
- Construcción Microclimática (optativa)
- Diseño Arquitectónico y Rehabilitación (optativa)
- Ecosistemas Urbanos y sus Formas de Representación (optativa)
- Gestión de la Innovación (optativa)
- Historia de la Construcción (optativa)
- Historia de las Dimensiones Estructurales (optativa)
- Laboratorio de Experimentación Proyectual (optativa)
- Norma y Uso de la Lengua Vasca (optativa)
- Nuevas Formas de Construir (optativa)
- Optimización Energética del Patrimonio (optativa)
- Ordenación de Espacios Libres y Equipamientos Urbanos (optativa)
- Ordenación del Medio, Paisaje y Acción Territorial (optativa)
- Planeamiento Estratégico Urbano (optativa)
- Taller de Formas Complejas (optativa)
- Técnicas de Intervención (optativa)
- Territorio y Ciudad en el siglo XXI (optativa)